# Media Access Control
| Schicht | ursprünglich   | erweitert            |
| ------- | -------------- | -------------------- |
| 7       | Anwendung      | Anwendung            |
| 6       | Darstellung    | Darstellung          |
| 5       | Sitzung        | Sitzung              |
| 4       | Transport      | Transport            |
| 3       | Vermittlung    | Vermittlung          |
| 2       | Sicherung      | Logical Link Control |
| 2       | Sicherung      | Media Access Control |
| 1       | Bitübertragung | Bitübertragung       |

Media Access Control [ˈmiːdja ˈækses kənˈtɹəʊl] oder Medium Access Control [ˈmiːdjəm] (MAC, englisch für „Medienzugriffssteuerung“) ist eine vom Institute of Electrical and Electronics Engineers (IEEE) entworfene Erweiterung des OSI-Modells. Dabei wird die Sicherungsschicht (Schicht 2) des OSI-Modells unterteilt in die Unterschichten Media Access Control (2a) und Logical Link Control (2b), wobei die MAC die untere der beiden ist.
Das OSI-Modell ordnet die in einem Rechnernetz benötigten Hardware- und Softwareteile in insgesamt sieben Schichten ansteigender Komplexität an. Je höher eine Schicht, desto weniger interessant ist sie für den technischen Ablauf der Datenübertragung und umso mehr ist sie mit dem eigentlichen Inhalt der Daten beschäftigt.
Die MAC ist die zweitunterste Schicht und umfasst Netzwerkprotokolle und Bauteile, die regeln, wie sich mehrere Rechner das gemeinsam genutzte physische Übertragungsmedium teilen. Sie wird benötigt, weil ein gemeinsames Medium nicht gleichzeitig von mehreren Rechnern verwendet werden kann, ohne dass es zu Datenkollisionen und damit zu Kommunikationsstörungen oder Datenverlust kommt. Im ursprünglichen OSI-Modell war eine solche Konkurrenz um das Kommunikationsmedium nicht vorgesehen, weshalb die MAC dort nicht enthalten ist.

## Zugriffsarten
Je nach Umsetzung der MAC findet der Zugriff auf das Medium kontrolliert oder konkurrierend statt.

### Kontrollierter Zugriff
Kontrollierter Zugriff (engl. controlled access) bedeutet, dass der Zugriff auf das Medium so geregelt wird, dass keine Kollisionen auftreten können.
Ein alltägliches Beispiel ist der Schulunterricht: Viele Schüler möchten reden; wenn sie das gleichzeitig tun, versteht man aber nichts. Deshalb melden sich die Schüler, und der Lehrer bestimmt, wer reden darf. In diesem Fall wird die MAC durch einen zusätzlichen Kommunikationskanal umgesetzt, denn zusätzlich zum akustischen Datenübertragungsmedium Schall (das Sprechen der Schüler und des Lehrers) kommt hier das visuelle Synchronisationsmedium Licht (der Lehrer sieht, welche Schüler sich melden).
Ausgeklügelte Netzwerkprotokolle machen zusätzliche Kommunikationskanäle überflüssig.

### Konkurrierender Zugriff
Konkurrierender Zugriff (engl. distributed access) bedeutet, dass jeder auf das Medium zugreifen darf und dass es Regeln gibt, wie Kollisionen ohne Komplikationen behandelt werden – CSMA/CD ist ein solches Protokoll.
Diese Zugriffsart wird intuitiv auch bei gewöhnlichen Telefongesprächen genutzt: Beginnen die Partner gleichzeitig zu sprechen, so hören sie sofort auf, jeder wartet eine zufällige Zeitspanne lang, und wer zuerst wieder zu reden beginnt, hat das Wort.

## Bekannte Protokolle
- Kontrollierter Zugriff
  - Token-Ring
  - Token-Bus
- Konkurrierender Zugriff
  - ALOHA
  - CSMA/CD
  - CSMA/CR
  - CSMA/CA